# Cellular V2X
 Cellular V2X  (C-V2X) ist ein Begriff, der eine V2X-Lösung beschreibt und auf einem 3GPP-Standard basiert. C-V2X ist eine von mehreren technischen Lösungen zur Umsetzung von V2V-Technik und steht im Gegenzug zur technischen Lösung welche WLANp genannt wird und von der IEEE mit dem Standard 802.11p entwickelt wurde. Beide Lösungen beziehen sich dabei auf die unteren Ebenen der V2X-Protokolle innerhalb des ISO OSI-Modells.
C-V2X hat im Gegensatz zu WLANp den Vorteil, dass es nicht nur V2V-Kommunikation ermöglicht, sondern auch mit dem gewöhnlichen Mobilfunknetz kommunizieren kann. Damit werden die beiden Arten von Kommunikation V2N und V2V, die es einem Fahrzeug ermöglichen Information zu kommunizieren, in einer technischen Lösung erfasst.

## Geschichte
Cellular V2X wurde im Rahmen des 3rd Generation Partnership Project (3GPP) entwickelt.

## Formen
- Fahrzeug-zu-Fahrzeug: in der Form einer unmittelbaren Kommunikation zwischen den Beteiligten ohne ein steuerndes Netzwerk.
  - Fahrzeug-Ad-hoc-Netz (V2V),[2]
  - Fahrzeug-zu-Straße zur Infrastruktur (V2I)[2] und
  - Fahrzeug-zu-Fußgänger (V2P)

- Fahrzeug-zu-Netzwerk: englisch Vehicle-to-Network (V2N) mit Kommunikation unter Nutzung herkömmlicher Funknetze, wodurch Onlinedienste Teil der Fahrzeug-zu-Fahrzeug-Kommunikation werden können.

## Probleme
Alle Kommunikationssysteme die drahtlose Kommunikation nutzen, sind den inhärenten Nachteilen von Funkverbindungen unterworfen:
- Begrenzte Ressourcen
  - Begrenzte Funkkanäle
  - Begrenzte Bitraten[3]
- Äußere Einflüsse, die
  - schädlich oder
  - feindlich sind[4]
  - Begrenzung der Ausbreitung durch Gebäude oder Tunnel[5]
  - Verfälschung der Signale verursachen.[5]

## Ausblick
Die Lösung der Probleme bezüglich der Datenmenge wird vom Einsatz von Künstlicher Intelligenz (KI) erwartet.